# Hypomma
Genre
Synonymes
- Enidia Smith, 1908

Hypomma est un genre d'araignées aranéomorphes de la famille des Linyphiidae.

## Distribution
Les espèces de ce genre se rencontrent en Europe, en Asie, en Amérique du Nord, en Afrique et en Mélanésie.

## Liste des espèces
Selon World Spider Catalog (version 16.5, 9/10/2015) :
- Hypomma affine Schenkel, 1930
- Hypomma bituberculatum (Wider, 1834)
- Hypomma brevitibiale (Wunderlich, 1980)
- Hypomma clypeatum Roewer, 1942
- Hypomma coalescera (Kritscher, 1966)
- Hypomma cornutum (Blackwall, 1833)
- Hypomma fulvum (Bösenberg, 1902)
- Hypomma marxi (Keyserling, 1886)
- Hypomma nordlandicum Chamberlin & Ivie, 1947
- Hypomma subarcticum Chamberlin & Ivie, 1947

## Publication originale
- Dahl, 1886 : Monographie der Erigone-Arten im Thorell schen. Sinne, nebst andern Beiträgen zur Spinnenfauna Schleswig-Holsteins. Schriften des Naturwissenschaftlichen Vereins für Schleswig-Holstein, vol. 6, p. 65-102.